# أليخاندرو أغيلار رييس
أليخاندرو أغيلار رييس (بالإسبانية: Alejandro Aguilar Reyes)‏ هو صحفي مكسيكي، ولد في 2 مايو 1902 في مدينة مكسيكو في المكسيك، وتوفي بنفس المكان في 12 نوفمبر 1961.